# Aşağıüçdam, Hasköy
Aşağıüçdam là một xã thuộc huyện Hasköy, tỉnh Muş, Thổ Nhĩ Kỳ. Dân số thời điểm năm 2011 là 1.099 người.